# Cortes de Torres Novas de 1438
Por morte do rei D. Duarte no ano de 1438, as Cortes são convocadas para Torres Novas para prestar juramento e menagem ao rei D. Afonso V, que era menor de idade, pois tinha apenas seis anos, e estudar a questão polémica da regência. Nestas Cortes o infante D. Henrique apresenta uma proposta, que foi aprovada, conhecida por Regimento do Reino de 1438, na qual se estabelecia uma partilha de poder pela Rainha mãe, pelo infante D. Pedro e por umas «cortes restritas» instituidas para esse efeito.
Aprova-se assim um regimento (constituição) do reino e nele uma estrutura acabada para as Cortes: composição, periodicidade e competências. Seria como um Parlamento, com reuniões anuais convocadas por si próprio, encarado como um órgão detentor de soberania, paralelo ao Conselho de Regência, ao Conselho da Justiça e ao Conselho da Fazenda. No ano seguinte foi tudo anulado.